# 엑시온
엑시온(XION)은 대한민국의 퍼포먼스 트레이닝 센터이다. 프로스포츠 선수들이 부상에서 회복하는 단계부터 퍼포먼스 향상을 위한 개인/종목별 맟춤형 트레이닝을 제공하는 것을 목표로 삼고 있다. 애슬래틱 리퍼블릭의 장비를 이용한 데이터 기록 수집과 평가 분석을 통한 맞춤형 트레이닝을 축구, 야구, 농구, 테니스, 골프, 육상 등 다양한 종목 선수들에게 제공하고 있다. 
또한, 세브란스병원과는 의학적 협력 시스템을 구축하고 이에 관한 프로그램을 선수에게 제공하며, 수석고문으로 차의과학대학 스포츠의학대학원장인 홍정기 교수가 '한국형 퍼포먼스 트레이닝' 프로그램 개발과 공급 및 운영을 맡고 있다.